# Guillem Sansó
Guillem Sansó és un cantant mallorquí que, després d'anys de compondre per a altres intèrprets -bàsicament en llengua castellana-, publica l'any 1995 un primer disc (Tronat) on ell mateix interpreta les seues cançons. L'àlbum és format per deu peces que van des del rock al valset passant pel corrido mexicà.
Al començament del 1997, Guillem Sansó es presenta per primer cop a Barcelona -fent una breu primera part de Javier Krahe en uns concerts del cicle Barnasants que tenen lloc a la Sala Ovidi Montllor del Mercat de les Flors-. A la fi del mateix any, Tronat és reeditat pel seu mànager Josep Sanz dins de la seva pròpia companyia discogràfica, Stress Music.
Sansó també ha escrit temes per a altres cantants, com ara Marisa Rojas.